# David Lowery
David Lowery, född 26 december 1980 i Milwaukee i Wisconsin, är en amerikansk filmskapare. Han har bland annat varit delaktig i produktioner som A Texas Love Story, Peter och draken Elliott, A Ghost Story, Den siste gentlemannen, The Green Knight och Peter Pan och Lena (filmer). Han ansvarar också för regin i den kommande Star Wars-serien Skeleton Crew.

## Filmografi (i urval)

### Filmer
- 2013 – A Texas Love Story (regissör och manusförfattare)
- 2016 – Peter och draken Elliott (regissör och manusförfattare)
- 2017 – A Ghost Story (regissör, manusförfattare, klippare och skådespelare)
- 2017 – The Yellow Birds (manusförfattare)
- 2018 – Den siste gentlemannen (regissör och manusförfattare)
- 2021 – The Green Knight (regissör, manusförfattare, klippare och producent)
- 2023 – Peter Pan och Lena (regissör och manusförfattare)
- 2024 – Queer (skådespelare)

### TV-serier
- 2014 – Rectify (TV-serie) (regissör)
- 2018 – Strange Angel (TV-serie) (regissör och manusförfattare)
- 2023 – Star Wars: Skeleton Crew (TV-serie) (regissör)